# Begonia pseudodaedalea
Espèce
Begonia pseudodaedalea est une espèce de plantes de la famille des Begoniaceae.
Elle a été décrite en 2010 par Patrick D. McMillan (2008) et Rekha Morris (2006).